# 埼玉県の高校司書が選んだイチオシ本
埼玉県の高校司書が選んだイチオシ本（さいたまけんのこうこうししょがえらんだいちおしぼん）とは、埼玉県内の高校に勤める学校司書（または私学の専任司書教諭）の投票によって受賞作が決定されるブック・ランキング。2010年（平成22年）より埼玉県高校図書館フェスティバル実行委員会の有志によって始められた。

## 概要
埼玉県では、2000年から2012年までの12年間には、臨時的任用者による欠員補充を除き、司書採用試験は実施されない状況が続いていた。埼玉県高等学校図書館研究会、埼玉県高等学校教職員組合、埼玉高等学校教職員組合などがそれぞれの立場から県に働きかけを行っていたが、司書採用試験の再開にはいたらなかった。埼玉県高等学校図書館研究会の一員であり、当時埼玉県立春日部東高等学校に勤務していた木下通子は、県当局にではなく県民に学校司書への関心を喚起し必要性を訴える企画が必要であると考え、司書採用試験の中断から10年目となる2010年の秋に県内の高校司書に声をかけ、呼びかけに応じた計6人で実行委員会を組織した。実行委員会では「学校司書の仕事を県民の目に見える形で伝える」ことを目的として、「埼玉県高校図書館フェスティバル」の企画を立ち上げる。1日限りのイベントではなく、継続的にイベントをPRする方法の1つとして「埼玉県の高校図書館司書が選んだイチオシ本」として、学校司書が図書館にどのような本を選び、また生徒に薦めたいかと感じているかを周知することを目的とする企画が立ち上がる。県内の書店にフェアの開催を依頼すると共に、県内外の図書館に関わる企業や団体、書店を中心にパンフレットの印刷やWebページのサーバー提供、直接的な資金援助など、イベントへの協賛を求め、13の企業・団体からの協力があった。「イチオシ本」を展示するフェアを書店や図書館で展開して、同時にパンフレットを配布することで、継続的に学校司書の活動や専門性をPRするためであった。Webページはイベントの告知だけとはせず、埼玉県における高校司書の歩みや高校図書館の現場の様子を伝え、同時にTwitterを用いて、イベント告知や「イチオシ本」の紹介を行った。さらに、朝日新聞、毎日新聞、読売新聞をはじめ地元埼玉新聞にフェスティバルの情報を提供すると同時に、FM局NACK5の番組に投稿を行うことで、一般の人へ広報手段とした。
こうして、2011年2月19日に開催された埼玉県高校図書館フェスティバルにおいて、「埼玉県の高校図書館司書が選んだイチオシ本」が発表される。この時の1位は『世界で一番美しい元素図鑑』（セオドア・グレイ著, ニック・マン(Nick Mann) 写真, 若林文高監修, 武井摩利翻訳、創元社、2010年、ISBN 978-4422420042）であった。「イチオシ本」発表後は、埼玉県内広範囲において書店や図書館などでフェアが実施される。
2012年には埼玉県免許資格職職員採用試験（司書）が再開され、当初の目的を果たしたとして、埼玉県高校図書館フェスティバルは2014年2月を最後としたが、埼玉県の高校司書が選んだイチオシ本はその後も継続して開催されている（2016年2月時点）。埼玉県内の大手書店などではイチオシ本の発表後に特設コーナーを設け、約1ヶ月間のフェアを開催すると共に、県内の書店と公共図書館でパンフレットを配布する。

## 対象作品
- その年に出版されたもの（文庫化等を除く）
例えば、2015（2016年2月発表）では2014年11月から2015年10月に出版された本が対象[4]。
- 「高校生にぜひおすすめしたい」本の投票を募り、投票に応じたポイントによって10冊だけが選ばれる[6]。

選考対象は広く、小説などの文芸作品だけではなく、絵本、コミックエッセイ、写真集、ノンフィクション、図鑑など様々な本が選考対象となる。